# Фемто-
Фемто- (русское обозначение: ф; международное: f) — одна из приставок, используемых в Международной системе единиц (СИ) для образования наименований и обозначений десятичных дольных единиц. Единица, наименование которой образовано путём присоединения приставки фемто к наименованию исходной единицы, получается в результате умножения исходной единицы на число 10−15. Иначе говоря, вновь образованная единица равна одной квадриллионной части исходной единицы.
Принята XII Генеральной конференцией по мерам и весам в 1964 году. Название происходит от датского слова femten, означающего пятнадцать.
Примеры использования:
- фемтосекунда: 1 фс = 10−15 с;
- фемтоджоуль: 1 фДж = 10−15 Дж.

Примеры реальных величин:
- протон имеет диаметр около 0,67±0,03 фемтометра[4];
- период колебаний света с длиной волны 555 нм, соответствующей максимуму чувствительности человеческого глаза[5], равен 1,85 фемтосекунды;
- длительность лазерного импульса с рекордной для всех лазеров мощностью составила 26 фемтосекунд[6].

Заметим, что фемтометр (10−15 м) по величине совпадает с внесистемной единицей измерения ферми, но отличается от ферми обозначениями. Единица ферми, названная в честь Энрико Ферми, часто используется в ядерной физике.